# Conchocarpus ovatus
Conchocarpus ovatus là một loài thực vật có hoa trong họ Cửu lý hương. Loài này được (A.St.-Hil. & Tul.) Kallunki & Pirani mô tả khoa học đầu tiên năm 1998.